# Клаудија Рат
Клаудија Рат ( ; (Хадамар, 25. април 1986) је немачка атлетичарка која се такмичи у најтежој атлетској дисциплини за жене седмобоју.

## Спортска биографија
Први пут је представљала Немачку 2010. на Европском првенству у Барселони, где је завршила као 11. у седмобоју, постигавши лични рекорд од 6.107 бодова. До прве победе у националном првенству у седмобоју постигла је 5.746 бодова.
На светским и европским првенствима освајала је 4. и 5. места у седмобоју а 2017. године на Европском првенству у дворани у Београду освојила је бронзану медаљу у скоку удаљ.

## Значајнији резултати
| Год.    | Такмичење                    | Место              | Плас.   | Дисциплина | Рез.      |
| Немачка | Немачка                      | Немачка            | Немачка | Немачка    | Немачка   |
| ------- | ---------------------------- | ------------------ | ------- | ---------- | --------- |
| 2010    | Европско првенство           | Барселона, Шпанија | 11.     | Седмобој   | 6.107, ЛР |
| 2012    | Европско првенство           | Хелсинки, Финска   | 7.      | Седмобој   | 6.210, ЛР |
| 2013    | Светско првенство            | Москва, Русија     | 4.      | Седмобој   | 6.462 ЛР  |
| 2014    | Светско првенство у дворани  | Сопот, Пољска      | 5.      | Петобој    | 4.681 ЛР  |
| 2014    | Европско првенство           | Цирих, Швајцарска  | 8.      | Седмобој   | 6.225     |
| 2015    | Светско првенство            | Пекинг, Кина       | 5.      | Седмобој   | 6.441     |
| 2017    | Европско првенство у дворани | Београд, Србија    |         | Скок удаљ  | 6,94 ЛР   |

## Лични рекорди
| Дисциплина    | Резултат   | Место    | Датум            |
| ------------- | ---------- | -------- | ---------------- |
| 100 м препоне | 13, 46     | Ratingen | 15 јун 2013.     |
| Скок увис     | 1,83 м     | Москва   | 12. август 2013. |
| Бацање кугле  | 13,78 м    | Гецис    | 31. мај 2014.    |
| 200 метара    | 23,49      | Гецис    | 26. мај 2012     |
| Скок удаљ     | 6,67 м     | Москва   | 13. август 2013. |
| Бацање копља  | 43,45 м    | Цирих    | 15. август 2014. |
| 800 м         | 2:06,43    | Москва   | 13. август 2013. |
| Седмобој      | 6.462 бод. | Москва   | 13. август 2013. |

| Дисциплина   | Резултат  | Место              | Датум             |
| ------------ | --------- | ------------------ | ----------------- |
| 60 м препоне | 8,43      | Сопот              | 7. март 2014.     |
| Скок увис    | 1,82 м    | Отерберг           | 11. фебруар 2006. |
| Бацање кугле | 13,66 м   | Сопот              | 7. март 2014.     |
| Скок удаљ    | 6,44 м    | Франкфурт на Мајни | 5. фебруар 2014.  |
| 800 м        | 2:10,29   | Сопот              | 7. март 2014.     |
| Петобој      | 4.681 бод | Сопот              | 7. март 2014.     |